# Chingazi
Chingazi è un ward dello Zambia, parte della Provincia Orientale e del Distretto di Chipata.